# Моторін Іван Федорович
Іван Федорович Мото́рін (також Маторін; нар. близько 1660 — пом. 1735) — московський ливарник. 
Перші відомості про майстра належать до 1687 року; упродовж 1701—1704 років він виготовив 113 гармат, багато великих дзвонів для Москви, Санкт-Петербурга, Старої Русси, Києва, зокрема:
- тисячапудовий дзвін для Києво-Печерської лаври (1732—1733; разом з помічником Гаврилом Лук'яновим);
- дзвін для Київського Софійського собору на честь митрополита Рафаїла Заборовського, який дістав назву «Рафаїл» (декор виконано в стилі російського ливарництва).

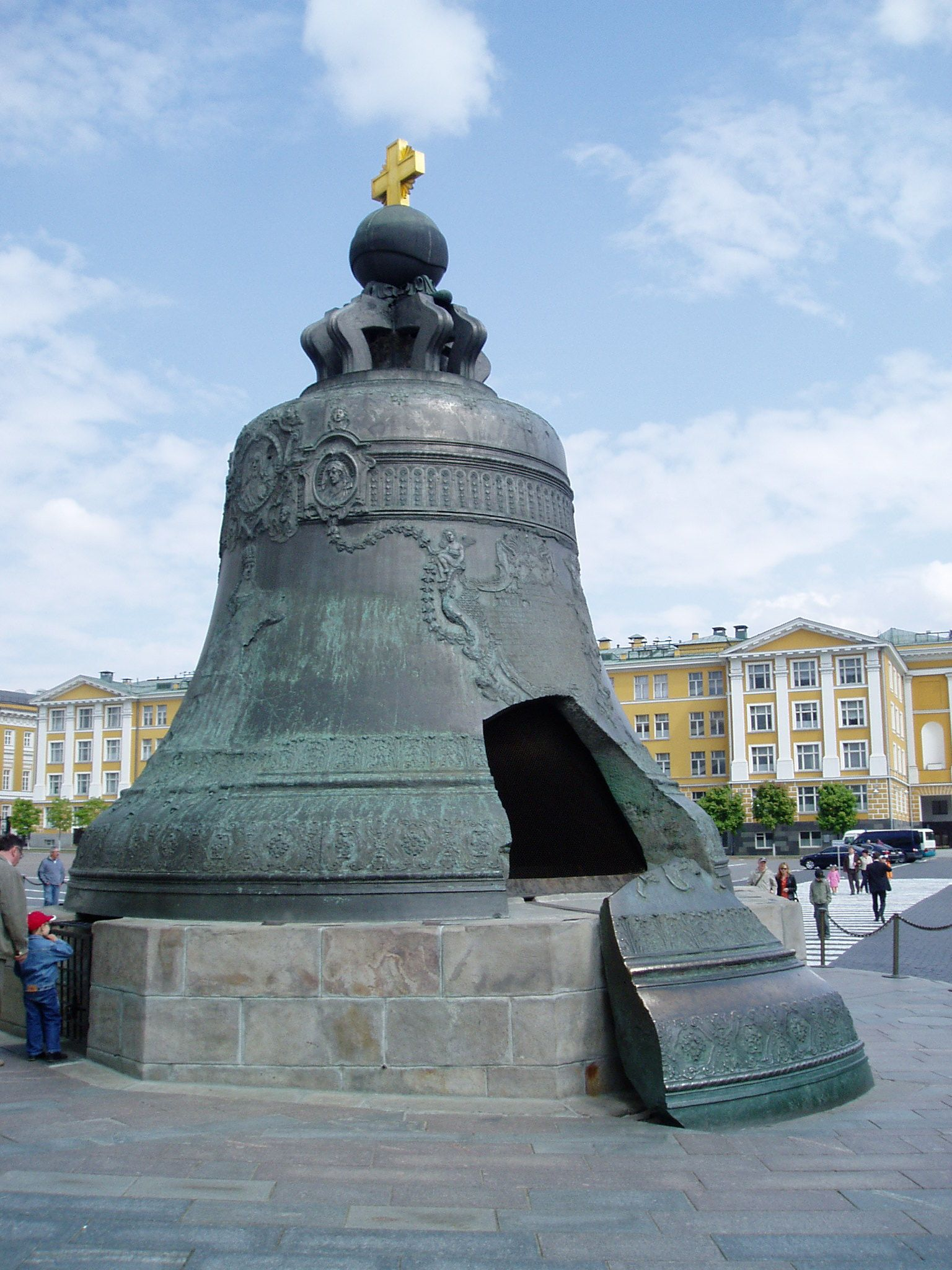
Цар-дзвін.

У 1735 році, разим із сином Михайлом (?—1750), відлив знаменитий «Цар-дзвін» для дзвіниці «Іван Великий» у Московському кремлі.